# Веденовка (Росія)
Ве́деновка (рос. Веденовка, башк. Веденовка) — присілок у складі Стерлітамацького району Башкортостану, Росія. Входить до складу Ашкадарської сільської ради.
Населення — 73 особи (2010; 66 в 2002).
Національний склад:
- росіяни — 65%